# Kangkong sauté
Le kangkong sauté (liseron d'eau sauté) est un plat de légumes verts commun dans la cuisine asiatique, préparé avec des feuilles de liseron d'eau ou épinard d'eau (Ipomoea aquatica) sautées à feu vif dans une poêle ou un wok.
Ce plat très populaire se rencontre dans toute l'Asie de l'Est, du Sud et du Sud-Est, depuis la cuisine sichuanaise et de Canton en Chine jusqu'aux cuisines philippine, indonésienne, malaisienne, singapourienne et vietnamienne en Asie du Sud-Est, et aux cuisines srilankaise et bengalaise en Asie du Sud. De ce fait, ce plat est connu sous des noms très divers, tels que tumis kangkung ou cah kangkung en Indonésie, kangkong goreng en Malaisie, ginisang kangkóng ou adobong kangkóng aux Philippines, pad pak boong en Thaïlande et au Laos, rau muống xào au Viêt Nam, kong xin cai sauté (空心菜), tung choy ou ong choy sauté (通菜) en Chine, kankun mallung au Sri Lanka et kolmi shak bhaja au Bangladesh et en Inde orientale,.

## Méthode de cuisson
Les liserons d'eau sautés sont l'un des plats de légumes les plus simples, les plus faciles et les moins chers d'Asie, ce qui contribue à leur popularité. Le liseron d'eau est une plante herbacée qui pousse dans les cours d’eau, les lacs et les marais de l’Asie tropicale du sud-est et du sud de la Chine. On fait d'abord revenir de l'ail et des échalotes ou de l'oignon dans de l'huile de cuisson, puis on ajoute les feuilles de liseron d'eau nettoyées et coupées. On les fait sauter dans un wok sur un feu vif. La cuisson caramélise légèrement les légumes. L'assaisonnement est ajouté sous forme d'une sauce selon les préférences et les recettes. Certains peuvent ajouter des tranches de piment rouge fort pour un goût piquant, ou des crevettes fraîches ou séchées pour donner du goût. D'autres recettes peuvent comprendre des dés de tofu.

## Assaisonnement et variantes
Les liserons d'eau sautés peuvent recevoir des assaisonnements variés. Ce plat peut être assaisonné légèrement avec de l'ail, du poivre noir, de la sauce de poisson, de soja, d'huîtres ou au piment rouge épicé, du tauco (pâte de soja fermentée), de la pâte de crevettes ou d'autres sauces. La version vietnamienne semble privilégier la sauce de poisson comme assaisonnement, tandis que les versions indonésienne et malaisienne semblent favoriser la pâte de crevettes. La version philippine utilise souvent un mélange d'assaisonnements pour sauce au soja et vinaigre, qui rappelle l'assaisonnement adobo philippin. Certaines versions recourent également à la pâte de crevettes, à la sauce de poisson ou au poisson fermenté. La recette chinoise du sud privilégie la sauce aux huîtres ou l'assaisonnement au tofu fermenté. Dans l'ouest de Java, la version sino-indonésienne préconise toutefois l'utilisation de la pâte de soja fermentée tauco comme assaisonnement.

## Épinards d'eau à la pâte de crevettes
Un plat particulier d'épinards d'eau sautés, assaisonné de pâte de crevettes (belacan ou terasi en malais et bagoong alamang en philippin) est appelé kangkung belacan, kangkong belacan, cah kangkung terasi en Malaisie, à Singapour et en Indonésie, et binagoongang kangkóng aux Philippines,,. C'est un plat de légumes verts populaire dans l'Asie du Sud-Est insulaire. Aux Philippines, la pâte de crevettes peut également être remplacée par du bagoong isda (poisson fermenté) ou par du patis (sauce de poisson) et le plat est généralement servi avec de la poitrine de porc frite (lechon kawali)

## Galerie

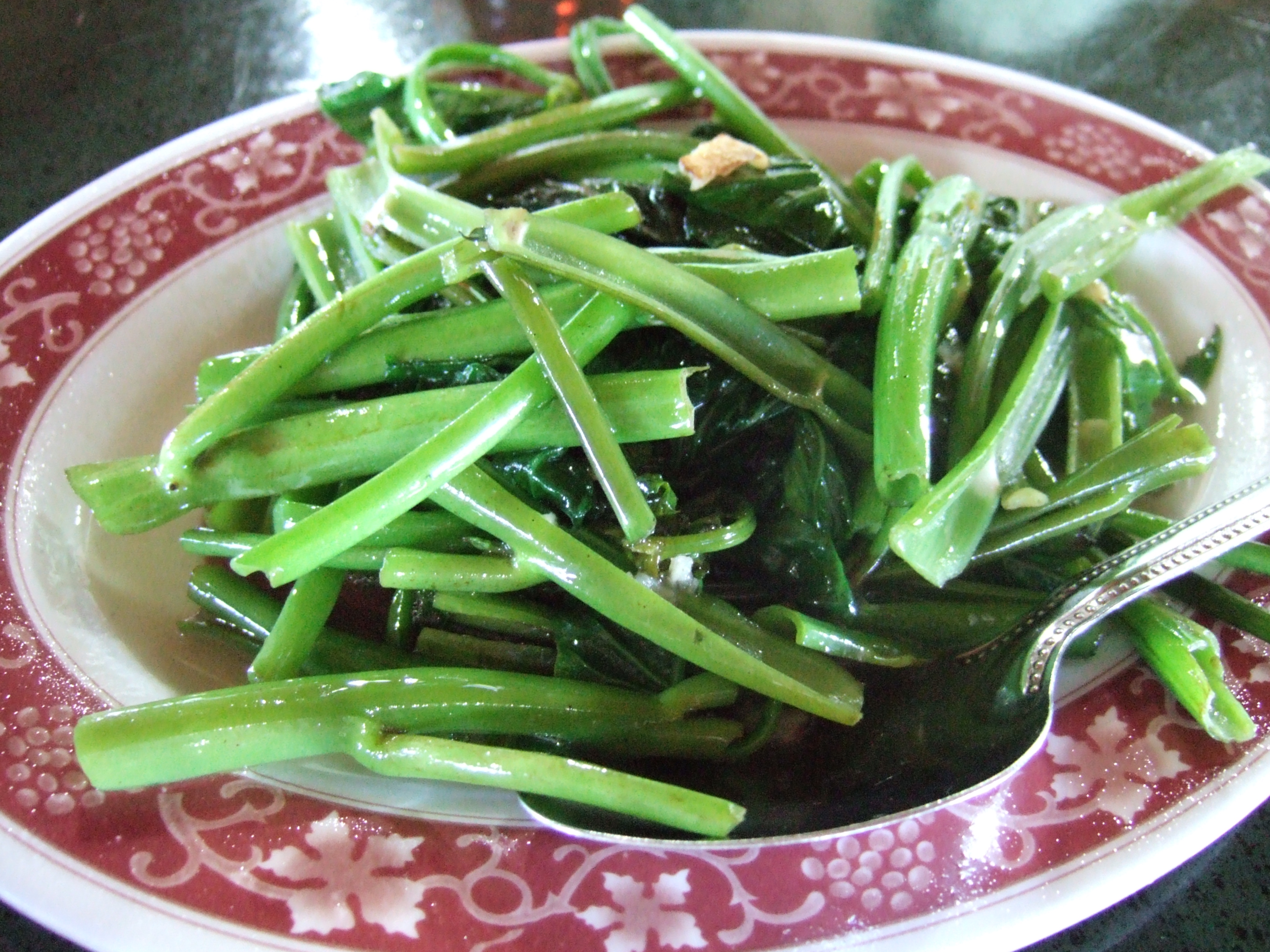
Tumis kangkung (Indonésie)
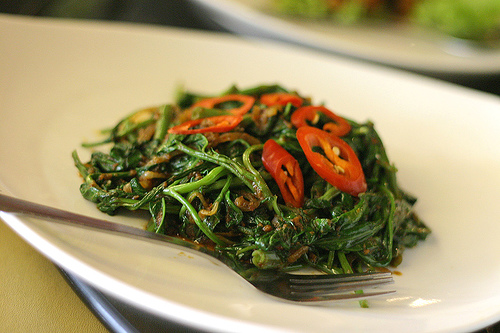
Kangkung belacan (Malaisie).
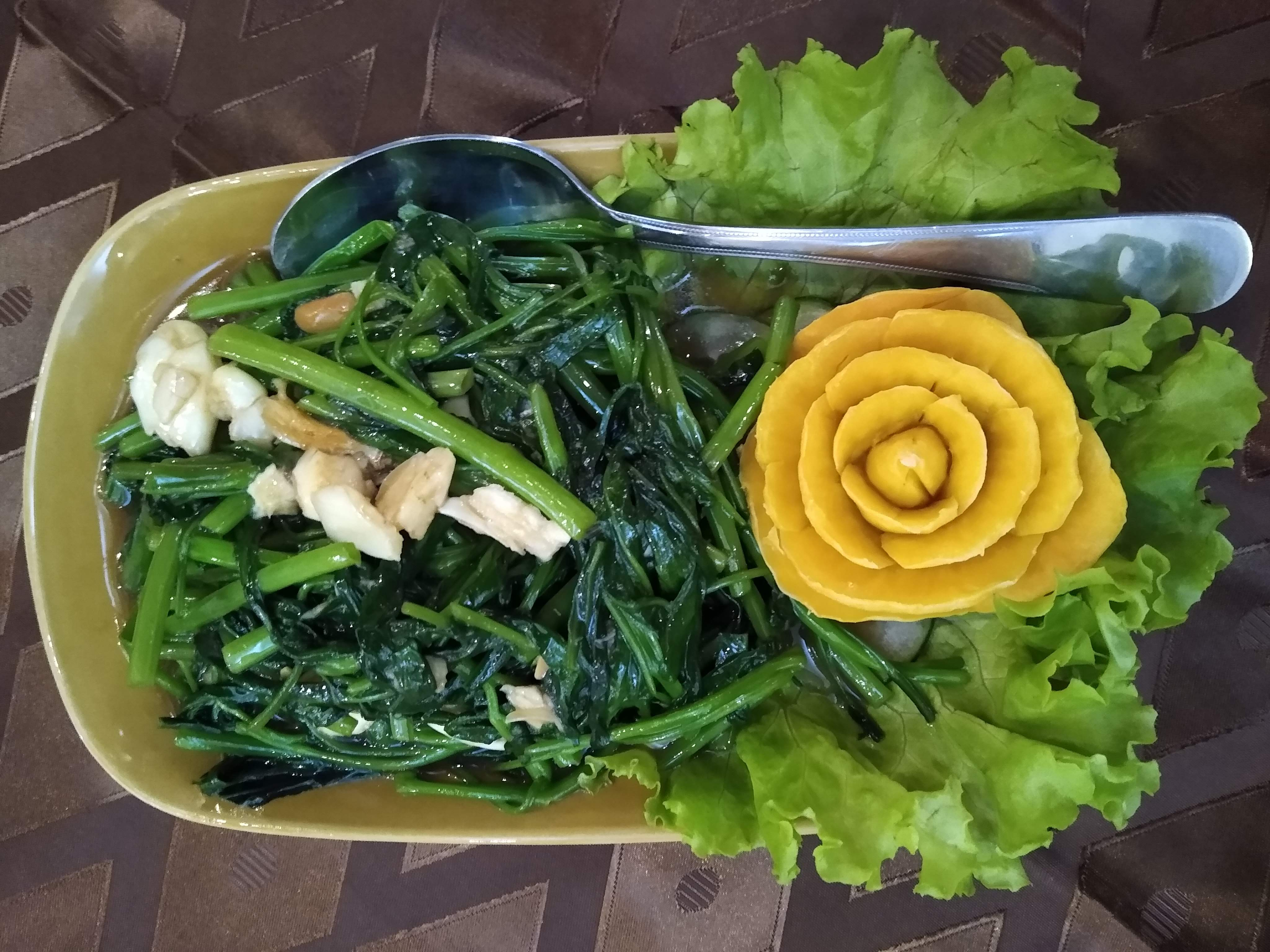
Un pad pak boong ou gloire du matin sautée servie au Kualao, Vientiane (Laos)